# Mine-pédale 59
Ma mine-pédale 59 en abréviation militaire mi péd 59, est une mine terrestre antipersonnel fonctionnant par pression en service dans l'armée suisse depuis son introduction en 1959 jusqu'à son retrait dans les années 1990, après la ratification par la Suisse du Traité d'Ottawa visant à l'élimination des mines antipersonnel. Le 2 décembre 1997, le chef de l'armement de l'armée suisse, Toni Wicki a fait procéder à l'élimination industrielle de la dernière mine-pédale 59 à l'Entreprise suisse de munitions (SM) à Altdorf.

## Description
Cette mine antipersonnel est non métallique et déchire la partie du corps ayant déclenché la mine. Elle fonctionne par pression, exercée sur les bords de la mine (5 kg) et non au centre pour éviter qu'elle ne se déclenche en cas d'onde de choc. Son enveloppe est composée de matière synthétique dure et d'un caoutchouc synthétique vert olive. Elle peut être posée à même le sol ou recouverte, éventuellement et exceptionnellement enterrée. Son poids total est de 235 g, dont 110 g de l'explosif trotyl.